# Нойнкірхен (Бернкастель-Віттліх)
Нойнкірхен (нім. Neunkirchen) — громада в Німеччині, розташована в землі Рейнланд-Пфальц. Входить до складу району Бернкастель-Віттліх. Складова частина об'єднання громад Тальфанг-ам-Ербескопф.
Площа — 3,16 км2. Населення становить 141 ос. (станом на 31 грудня 2020).